# Целль (Цюрих)
Целль (нім. Zell ZH) — громада  в Швейцарії в кантоні Цюрих, округ Вінтертур.

## Географія
Громада розташована на відстані близько 120 км на північний схід від Берна, 23 км на схід від Цюриха.
Целль має площу 13 км², з яких на 14% дозволяється будівництво (житлове та будівництво доріг), 41,2% використовуються в сільськогосподарських цілях, 42,4% зайнято лісами, 2,3% не є продуктивними (річки, льодовики або гори).

## Демографія
2019 року в громаді мешкало 6299 осіб (+17,6% порівняно з 2010 роком), іноземців було 22,4%. Густота населення становила 486 осіб/км².
За віковим діапазоном населення розподілялося таким чином: 21,6% — особи молодші 20 років, 60,2% — особи у віці 20—64 років, 18,1% — особи у віці 65 років та старші. Було 2639 помешкань (у середньому 2,3 особи в помешканні).
Із загальної кількості 1476 працюючих 80 було зайнятих в первинному секторі, 507 — в обробній промисловості, 889 — в галузі послуг.